# Elsa Kantzow
Elsa Kantzow, född 4 mars 1870 i Stockholm, död 1956 i Sigtuna, var en svensk konstnär. 
Hon var dotter till majoren och friherre Johan Albert von Kantzow och Lovisa Aurora Eleonora Wilhelmina Liljencrantz. Kantzow studerade konst för Oscar Björck och Robert Thegerström i Stockholm 1894–1897 samt för Raphaël Collin och Gustave Courtois i Paris 1898–1899 samt 1901–1902. Hon medverkade i utställningar med Föreningen Svenska Konstnärinnor samt i samlingsutställningar i Köpenhamn och Wien. Hon var huvudsakligen verksam som porträttmålare men målade även blomsterstilleben i olja.